# 8e régiment d'infanterie légère
Pour les articles homonymes, voir 8e régiment.
Le 8e régiment d'infanterie légère (8e léger) est un régiment d'infanterie légère de l'armée française créé sous la Révolution à partir du bataillon de chasseurs des Vosges, un régiment français d'Ancien Régime lui-même issu du régiment de chasseurs à cheval des Vosges.
En 1854, il est transformé et prend le nom de 83e régiment d'infanterie de ligne.

## Création et différentes dénominations
- 1788 : Formation des Chasseurs des Vosges à partir de compagnies d'infanterie attachées au  régiment de chasseurs à cheval des Vosges
- 1791 : renommé 8e bataillon de chasseurs.
- 1794 en France : devient la 8e demi-brigade légère de première formation
- 14 mars 1796 : transformé en 8e demi-brigade légère de deuxième formation
- 1803 : renommée 8e régiment d'infanterie légère.
- 16 juillet 1815 : comme l'ensemble de l'armée napoléonienne, il est licencié à la Seconde Restauration.
- 11 août 1815 : création de la légion de la Loire.
- 1820 : renommée 8e régiment d'infanterie légère.
- En 1854, l'infanterie légère est transformée, et ses régiments sont convertis en unités d'infanterie de ligne, prenant les numéros de 76 à 100. Le 8e régiment d'infanterie légère prend le nom de 83e régiment d'infanterie de ligne.

## Colonels/chef de brigade du 8e régiment/brigade
- 1796 : chef de brigade Jacques François Brun (*)
- 1809 : colonel Antoine Alexandre Julienne de Bélair
- 1810 : colonel Bernard Pourailly (*)
- 1811 : colonel Joseph Serrant (*)
- 1815 : colonel Jean Ricard[1]

- 1850 : colonel Jean-Baptiste Auguste de Cambray (° 1793-† 1862)

## Historique des garnisons, combats et batailles du 8e RIL
- 1792 : Armée des Alpes
- En 1823, il fait la campagne d'Espagne, en 1831 celle de Belgique et en 1832 participe au siège d'Anvers.
- 1830 : Une ordonnance du 6 septembre créé le 3e bataillon du 8e léger[2]
- De 1847 à 1852 il est en Algérie.

- En 1855, comme tous les régiments d'infanterie légère il est transformé en infanterie de ligne sous le no 83[3].
- En 1855, l'infanterie légère est transformée, et ses régiments sont convertis en unités d'infanterie de ligne, prenant les numéros de 76 à 100. Le 8e prend le nom de 83e régiment d’infanterie de ligne.

## Personnalités ayant servi au régiment
- Auguste du Moulin de La Fontenelle
- Pierre Barois

Pierre Barois est né le 2 août 1774 à Cuy-Saint-Fiacre (Seine-Maritime). Il s'engage le 14 juillet 1793 au 11e bataillon de volontaires de la Seine-Inférieure. Après la bataille de Wagram, le 10 juillet 1809, il est nommé capitaine de la compagnie de carabiniers du 4e bataillon du 8e regiment d'infanterie légère. Retraité en septembre 1814, il est fait Chevalier de la Légion d'honneur en 1850. La médaille de Sainte-Hélène lui est attribuée en 1857.
Il meurt le 29 juillet 1861 à Auxerre (Yonne) et est inhumé au cimetière Dunand - Saint-Amâtre de cette même ville. Sa tombe (n° 236) est toujours entretenue et visible à quelques dizaines de mètres de celle du capitaine Jean-Roch Coignet un autre ancien de la Grande Armée.
Pierre Barois et son épouse Hippolyte Thirza née Leconte (prénom d'usage Anne) eurent deux enfants Louise Adèle épouse Carré, disparue trop tôt, et Charles, professeur de mathématiques et physique au lycée de Chartres, ville où il a laissé un excellent souvenir. Ils furent les heureux grands-parents de six petits-enfants dont deux médecins militaires et un haut fonctionnaire Julien Barois.
La biographie détaillée de Pierre Barois est accessible dans les sites mentionnés ci-dessous.
Sources : Légion d'honneur, service historique des armées, état civil, historiens, archives familiales...

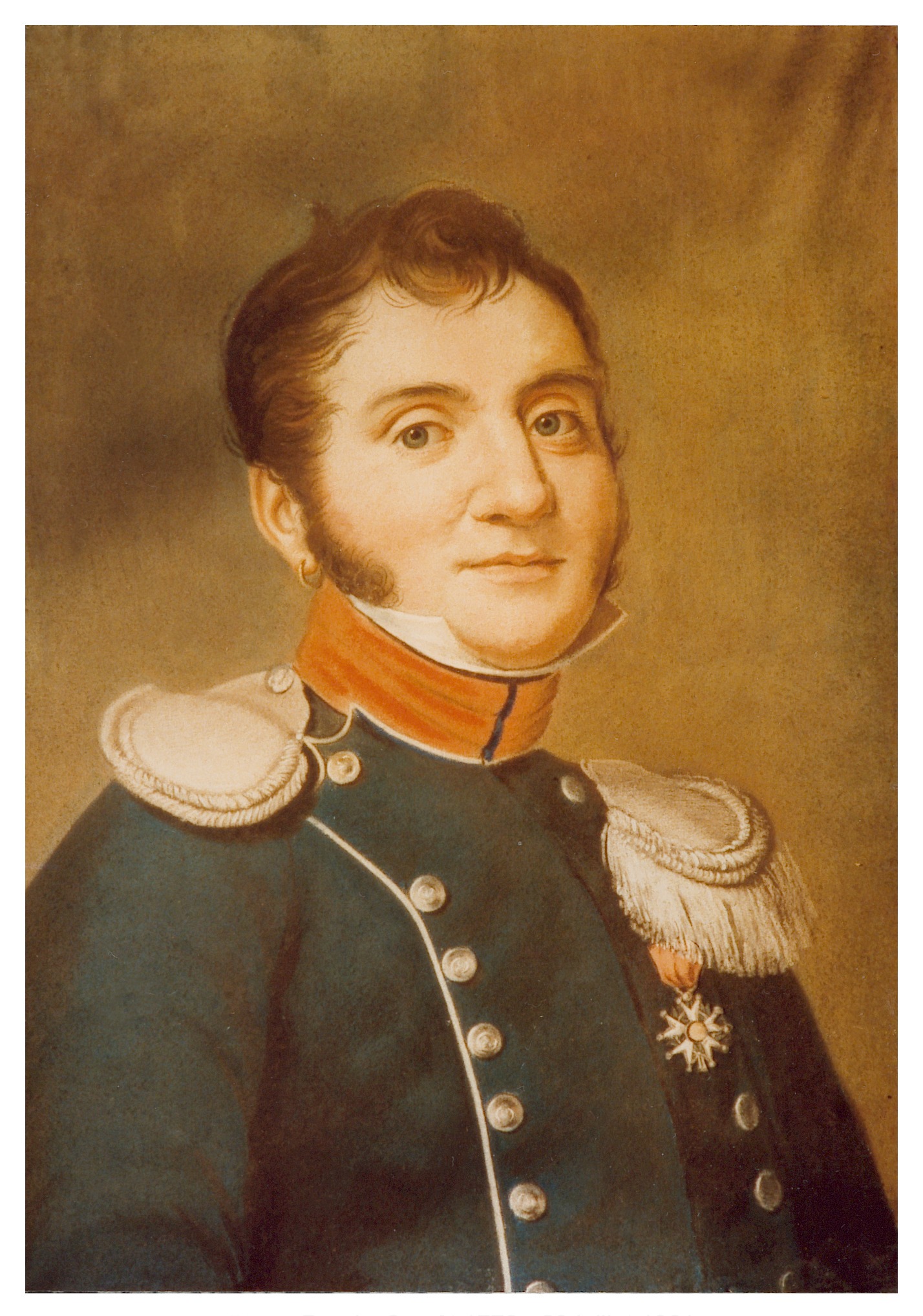
Pierre Barois, pastel réalisé par sa femme "Anne" Hippolyte Thirza Leconte à Auxerre (Yonne) vers 1815. La Légion d'honneur a été ajoutée par la suite.

## Sources et bibliographie
- Histoire de l'armée et de tous les régiments volume 4 par Adrien Pascal
- Nos 144 Régiments de Ligne par  Émile Ferdinand Mugnot de Lyden
- Lieutenant Edmond Pitot : Historique du 83e régiment d'infanterie, 1684-1891
- Les liens externes cités ci-dessous